# Jewgienij Łalenkow
Jewgienij Aleksiejewicz Łalenkow (ros. Евгений Алексеевич Лаленков; ur. 16 lutego 1981 w Kijowie) – rosyjski łyżwiarz szybki, trzykrotny medalista mistrzostw świata oraz zdobywca Pucharu Świata.

## Kariera
Pierwsze sukcesy w karierze Jewgienij Łalenkow osiągnął w sezonie 2002/2003, kiedy zwyciężył w klasyfikacji końcowej Pucharu Świata na 1500 m. Wyprzedził wtedy bezpośrednio Dereka Parrę z USA oraz Erbena Wennemarsa z Holandii. W tej samej klasyfikacji był też trzeci w sezonie 2003/2004, ustępując tylko Markowi Tuitertowi i Erbenowi Wennemarsowi. Wielokrotnie stawał na podium zawodów PŚ, odnosząc cztery indywidualne zwycięstwa: 9 listopada 2002 roku w Hamar, 16 lutego 2003 roku w Baselga di Pinè oraz 7 marca 2003 roku i 22 listopada 2003 roku w Heerenveen był najlepszy na 1500 m. W 2007 roku wspólnie z Aleksiejem Juninem i Iwanem Skobriewem zdobył drużynowo brązowy medal podczas dystansowych mistrzostw świata w Salt Lake City. Wynik ten Rosjanie w składzie: Iwan Skobriew, Dienis Juskow i Jewgienij Łalenkow powtórzyli podczas dystansowych mistrzostw świata w Heerenveen w 2012 roku. Indywidualnie jego największym osiągnięciem jest srebrny medal na dystansie 1000 m wywalczony na mistrzostwach świata na dystansach w Nagano w 2008 roku. Rozdzielił tam na podium Shaniego Davisa z USA i Kanadyjczyka Denny'ego Morrisona. Był też czwarty na dystansie 1500 m na mistrzostwach świata w Berlinie w 2003 roku oraz w biegu drużynowym podczas mistrzostw świata w Soczi w 2013 roku. W 2002 roku wziął udział w igrzyskach olimpijskich w Salt Lake City, zajmując między innymi dziesiąte miejsce w biegu na 1500 m. Na rozgrywanych cztery lata później igrzyskach w Turynie zajął piąte miejsce w drużynie i siódme na 1000 m. Brał też udział w igrzyskach w Vancouver w 2010 roku, gdzie jego najlepszym wynikiem było jedenaste miejsce na dystansach 1000 i 1500 m.
Jego matka, Walentina Łalenkowa, również była panczenistką.